# Анна (Эстония)
А́нна (эст. Anna) — деревня в муниципалитете Пайде уезда Ярвамаа, Эстония.
До административной реформы местных самоуправлений Эстонии 2017 года входила в состав волости Пайде.

## География и описание
Расположена у шоссе Таллин—Тарту, в верхнем течении рек Ягала и Пярну, в 12 километрах к северу от уездного центра — города Пайде. Высота над уровнем моря — 94 метра.
Климат умеренный. Официальный язык — эстонский. Почтовый индекс — 72601.

## Население
По данным переписи населения 2021 года, в Анна насчитывалось 72 жителя, из них 69 (97,2 %) — эстонцы.
По данным переписи населения 2011 года, в деревне проживали 70 человек, из них 65 (92,9 %) — эстонцы.
Численность населения деревни Анна по данным Департамента статистики:
| Год  | 2000 | 2010  | 2011 | 2018 | 2019 | 2020 | 2021 |
| ---- | ---- | ----- | ---- | ---- | ---- | ---- | ---- |
| Чел. | 119  | ↘ 103 | ↘ 70 | ↗ 72 | ↘ 68 | ↘ 67 | ↗ 72 |

## История
Название Анна связано с построенной здесь в 1650 году деревянной часовней Святой Анны (St. Annen). На её месте в 1776—1780 годах была построена каменная церковь.
Деревня была образована в 1977 году путём слияния деревень Нурме (эст. Nurme), Оякюла (эст. Ojaküla) и Сымеру (эст. Sõmeru), а также части деревень Отику (эст. Otiku) и Пурди (эст. Purdi). Так как названные деревни в 1997 году были восстановлены, окрестностям церкви дали название Анна по названию церкви и прихода.

## Церковь святой Анны
Церковь святой Анны является самой маленькой церковью 18-го столетия в Ярвамаа. Это длинное каменное здание в стиле позднего барокко, с четырёхугольной в основном плане башней. Башня отреставрирована и получила обратно свою изначальную кровлю из сосновой дранки. Крыша здания также восстановлена в оригинальном виде — это крыша из дорожечного кровельного тёса, которая для Средней Эстонии является весьма уникальной. Крыша просмолена чистым древесным дёгтем.
Портал башни имеет круглые арки, окна вдоль здания — четырёхугольные. Сохранился аутентичный деревянный потолок. Обстановка в стиле неоготики, скромная. Достойна упоминания выполненная Рудольфом Юлиусом фон Зур-Мюленом алтарная картина «Спаси меня, Господи!».

## Известные личности
В 1767—1824 годах пастором Анна* и Пайде был Давид Готлиб Гланстрём (David Gottlieb Glanström (1744-1824)), который издавал литературу на эстонском языке, редактировал второе издание Библии и был одним из переводчиков Крестьянского закона Эстляндии.
Родом из деревни Анна происходит известная исследовательница в области народного стихосложения Оттилие–Ольга Кыйва, опубликовавшая сборники рунических песен Кихну и Мустъяла и обзоры исследований эстонских народных песен.
* Примечание: эстонские топонимы, оканчивающиеся на -а, не склоняются  и не имеют женского рода (исключение — Нарва).

## Галерея

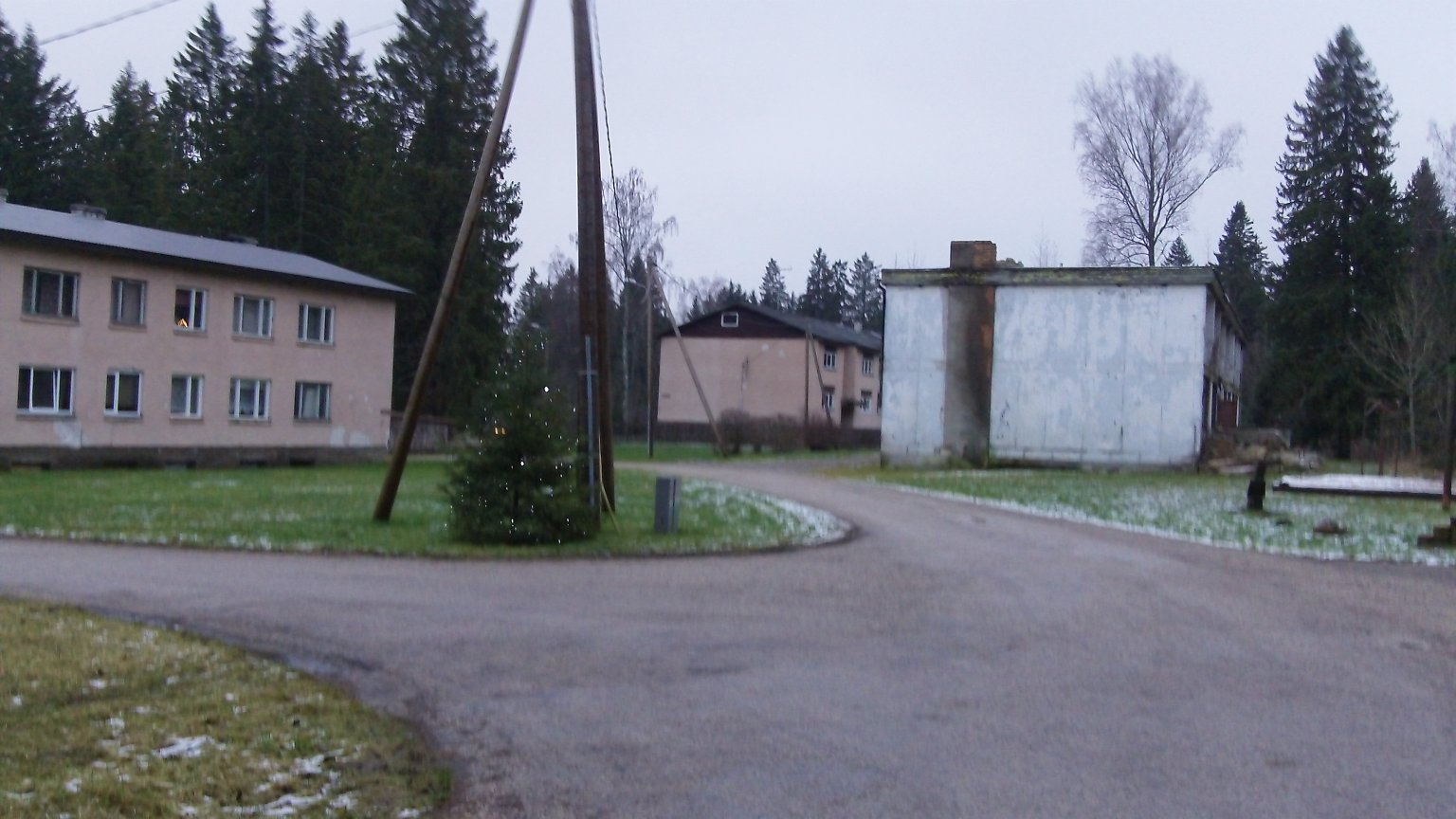
Деревня Анна зимой 2011 года
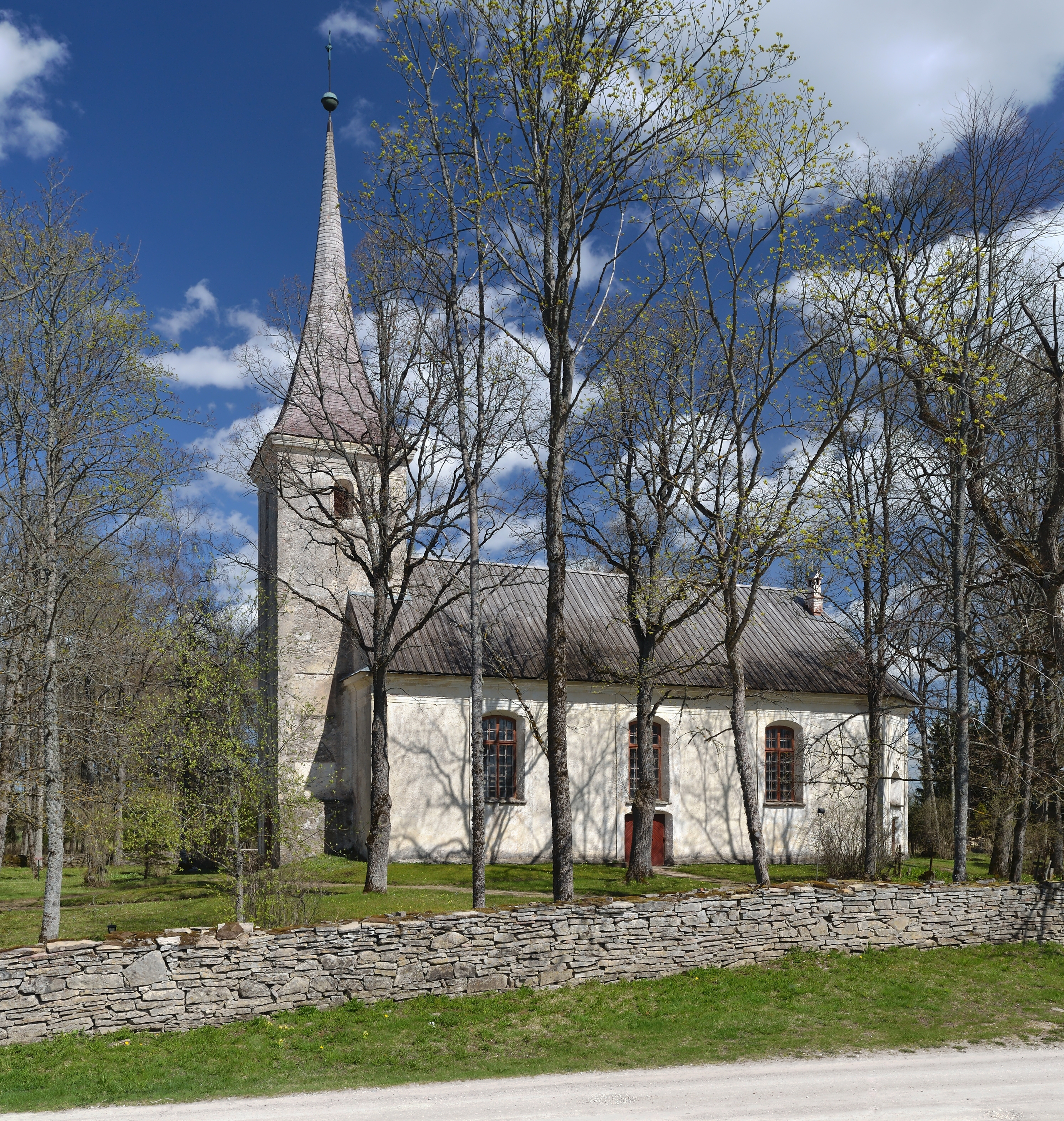
Церковь святой Анны
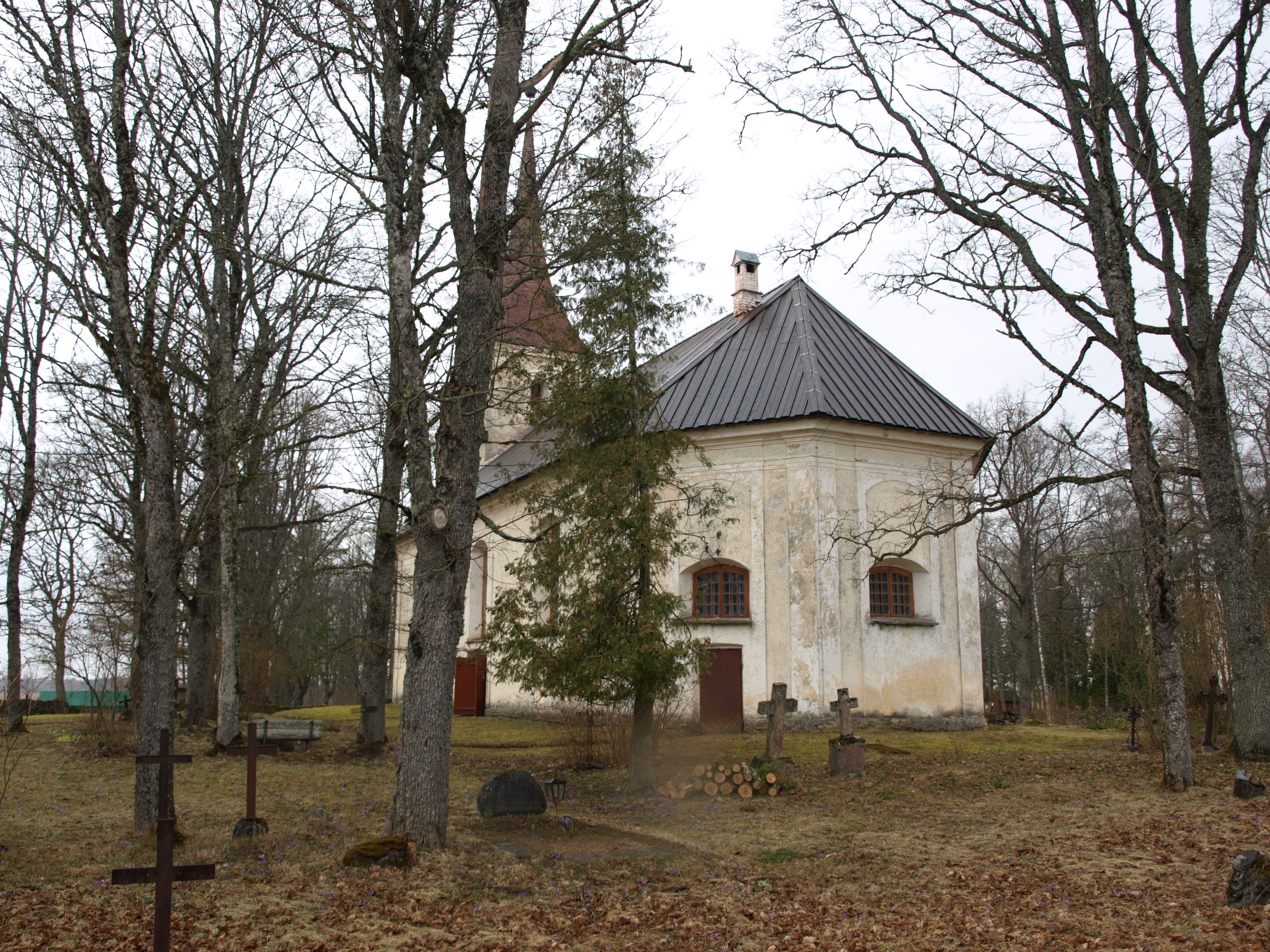
Старое кладбище при церкви святой Анны
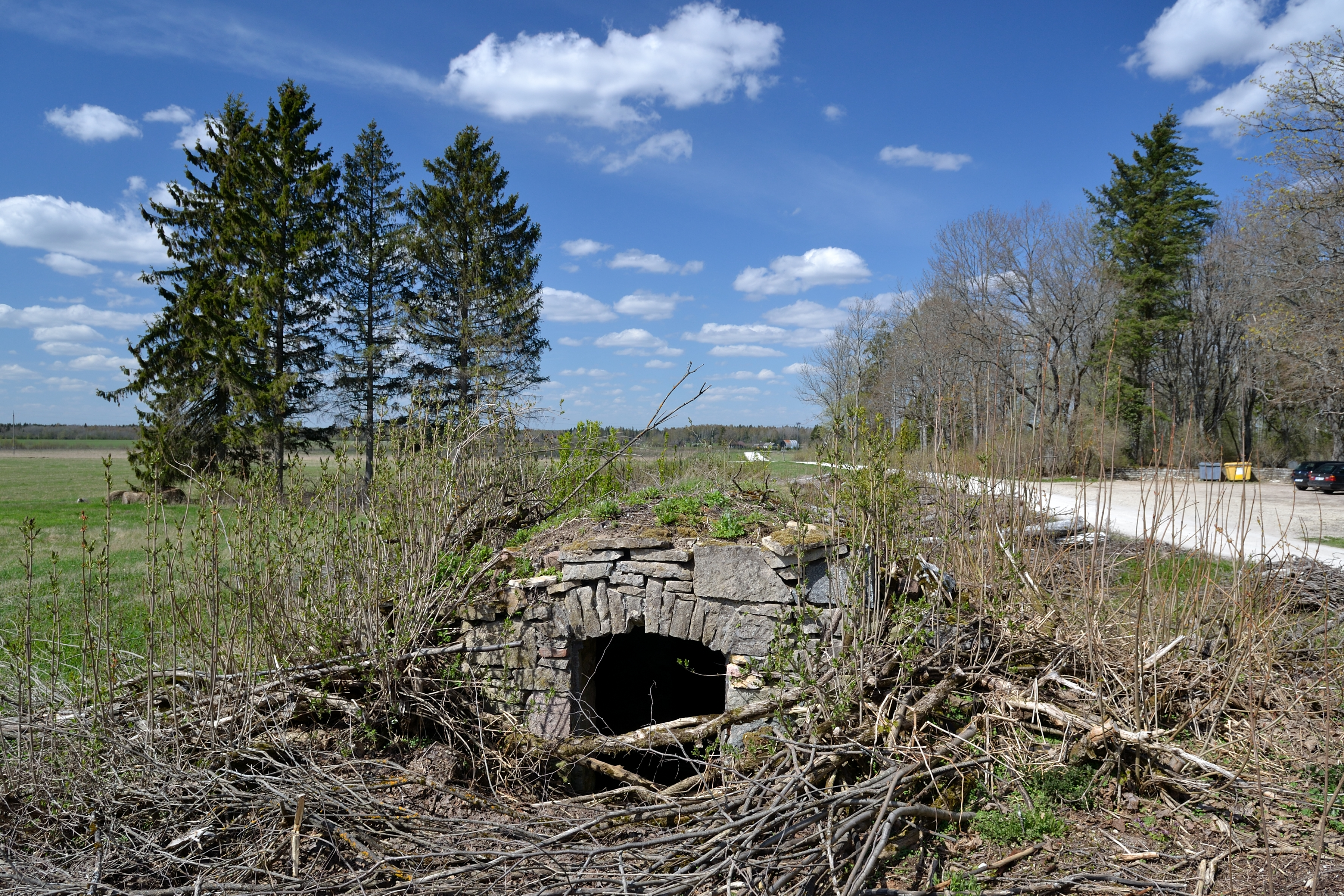
Старинный погреб недалеко от церкви

## Комментарии
1. ↑  Эстонские топонимы, оканчивающиеся на -а, не склоняются и не имеют женского рода (исключение — Нарва)[5].